# Svetovno prvenstvo športnih dirkalnikov sezona 1964
Svetovno prvenstvo športnih dirkalnikov sezona 1964 je bila dvanajsta sezona Svetovnega prvenstva športnih dirkalnikov, ki je potekalo med 16. februarjem in 11. oktobrom 1964. Naslov konstruktorskega prvaka so osvojili Porsche (P in GT2.0), Ferrari (GT+2.0) in Abarth-Simca (GT1.0).

## Spored dirk
| Št | Ime                                      | Dirkališče                     | Razred | Datum               |
| -- | ---------------------------------------- | ------------------------------ | ------ | ------------------- |
| 1  | 2000 km of Daytone                       | Daytona International Speedway | GT     | 16. februar         |
| 2  | 12 ur Sebringa                           | Sebring International Raceway  | Oba    | 21. marec           |
| 3  | Targa Florio                             | Palermo                        | Oba    | 26. april           |
| 4  | 3 ure Monze                              | Autodromo Nazionale Monza      | GT     | 3. maj              |
| 5  | 500 km of Spaja                          | Circuit de Spa-Francorchamps   | GT     | 17. maj             |
| 6  | La Consuma Hillclimb                     | Consuma                        | Oba    | 24. maj             |
| 7  | 1000 km Nürburgringa                     | Nürburgring                    | Oba    | 31. maj             |
| 8  | Alpenbergpreis Rossfeld                  | Rossfeld                       | Oba    | 7. junij            |
| 9  | 24 ur Le Mansa                           | Circuit de la Sarthe           | Oba    | 20. junij 21. junij |
| 10 | 12 ur Reimsa                             | Reims-Gueux                    | Oba    | 5. julij            |
| 11 | Grosser Bergpreis Freiburg-Schauinsland  | Schauinsland                   | Oba    | 9. avgust           |
| 12 | Coppa Citta di Enna                      | Autodromo di Pergusa           | GT     | 16. avgust          |
| 13 | RAC Goodwood Tourist Trophy              | Goodwood Circuit               | Oba    | 26. avgust          |
| 14 | Grosser Bergerpreis Sierra Crans-Montana | Crans-Montana                  | Oba    | 30. avgust          |
| 15 | 500 km Nürburgringa                      | Nürburgring                    | Oba    | 6. september        |
| 16 | Coppa Inter-Europa                       | Autodromo Nazionale Monza      | GT2.0  | 6. september        |
| 17 | Double 500 km                            | Bridgehampton                  | GT2.0  | 19. september       |
| 18 | Double 500 km                            | Bridgehampton                  | GT+2.0 | 20. september       |
| 19 | Tour de France                           |                                | GT     | 20. september       |
| 20 | 1000 km de Pariza                        | Autodrome de Montlhéry         | Oba    | 11. oktober         |